# Horne Kirke (Hjørring Kommune)
 For alternative betydninger, se Horne Kirke. (Se også artikler, som begynder med Horne Kirke)
Horne Kirke er en landsbykirke fra 1100-tallet med kor, kirkeskib (med plads til 150 kirkegængere) og tårn. Med sit spartanske interiør virker kirken ren og indbyder til stilhed og bøn. Den ligger i Horne Sogn (Vennebjerg Herred, Hjørring Amt).

## Interiør
Altertavlen er en kopi af Carl Blochs billede af Kristus og englen i Getsemane Have. Under billedet supplerer teksten "Ske din Villie" billedets budskab. Selve alteret menes at være fra senmiddelalderen.
Prædikestolen er fra 1589 og bærer foruden initialerne for den første præst efter reformationen også et fyndord, som man regner med er Martin Luthers. "Den gode prædikant skal gøre tre ting. Stige op på prædikestolen, sige noget, og stige ned af stolen igen". Her skulle altså ikke bare ævles løs, men man skal have sit budskab for øje. Uheldigvis er det kun menigheden og ikke den prædikende præst, der kan se teksten.
Skibsmodel af Hans Christian opkaldt efter Hans Christian Kiel fra Horne Sogn, som omkom ved skoleskibet Københavns forlis i 1928. Faderen, kaptajn N. Kiel, byggede denne skibsmodel og skænkede den til kirken.
Epitafium opsat i 1765 over sognepræsten Hans Christian Mølmarch og ægtefælle. En kuriositet er det, at da hun døde, glemte man at skrive hendes nøjagtige dødsdato.

## Kirkegården
Den velholdte kirkegård byder på to seværdigheder:
Bronzealdergrav vest for tårnet. Graven er fra ældre bronzealder og overliggeren bærer soltegn. Den blev fundet, da man byggede det nuværende tårn i 1960.
Margrethe Gaardbos grav i kirkegårdens syd-østlige hjørne. Hendes mand druknede 1878 ud for det nuværende Hirtshals. På trods af at havnen havde en vis størrelse, var der ingen redningsstation, og ingen redning var mulig. Margrethe Gaardbo henvendte sig efter en forgæves underskriftsindsamling til Dronning Louise for at sætte hende ind i situationen. Gaardbo fik hurtigt svar fra indenrigsministeren om, at en redningsstation ville komme på finansloven.

## Eksterne kilder og henvisninger
- Horne Kirke hos KortTilKirken.dk